# Mycetophila costaricensis
Mycetophila costaricensis är en tvåvingeart som beskrevs av Lane 1958. Mycetophila costaricensis ingår i släktet Mycetophila och familjen svampmyggor.
Artens utbredningsområde är Costa Rica. Inga underarter finns listade i Catalogue of Life.